# Des feux dans la plaine
Pour plus de détails, voir Fiche technique et Distribution.
Des feux dans la plaine (chinois simplifié : 平原上的火焰 ; pinyin : Ping yuan shang de huo yan) est un film policier chinois réalisé par Zhang Ji (zh) et sorti en 2021.
Il s'agit d'une adaptation du roman éponyme de Shang Xue-tao (zh).

## Synopsis
Alors qu'il enquête sur la mort d'un  policier qu’il a connu 8 ans auparavant, en marge de son enquête sur une série de meurtres de chauffeurs de taxi, l'officier de police Zhuang Shu retrouve Li Fei, avec qui il a grandi et qu’il n’a cessé d’aimer. Il découvre qu’elle est également impliquée, et qu'elle pourrait avoir été témoin de l'affaire. 

## Fiche technique
- Titre français : Des feux dans la plaine[1]
- Titre chinois original : 平原上的火焰, Ping yuan shang de huo yan[2]
- Réalisation : Zhang Ji (zh)
- Scénario : Cao Liu, Li Baiyang et Shang Xue-tao (zh) d'après son roman
- Photographie : Zhiyuan Chengma
- Montage : Matthieu Laclau
- Musique : B6, Evgueni Galperine, Sacha Galperine
- Décors : Shuang Xue-tao, Song Xiao-fei
- Effets spéciaux : Guo Dong
- Production : Diao Yi'nan, He Dun
- Sociétés de production : Tianjin Maoyan Weying Media (zh), Wishart Media, Xiaoxiang Film Group
- Pays de production :  Chine
- Langue originale : mandarin
- Format : couleur - 1,85:1
- Genres : film policier
- Durée : 112 minutes
- Date de sortie :
  - Espagne : 21 septembre 2021 (Festival international du film de Saint-Sébastien)
  - France : 6 avril 2022 (Reims Polar) ; 9 juillet 2025 (sortie nationale)
  - Chine : 8 mars 2025

## Distribution
- Zhou Dongyu : Li Fei
- Liu Haoran (zh) : Zhuang Shu
- Mei Ting (zh) : Fu Dongxin
- Yuan Hong (zh) : Jiang Bufan